# Рудбек, Улоф (старший)
Улоф Рудбек (Рюдбек) старший (швед. Olof Johannis Rudbeck d.ä.), Олаус Рудбекиус (лат. Olaus Rudbeckius) (13 сентября 1630 года, Вестерос — 12 декабря 1702 года, Уппсала) — шведский учёный — анатом, ботаник и атлантолог, также изучал и преподавал математику, физику и музыку.

## Биография
Улоф Рудбек родился 13 сентября 1630 года в городе Вестеросе.
Он получил образование в Уппсальском и Лейденском университетах.
В 1653 году сделал открытие лимфатических сосудов; был доцентом ботаники в Уппсальском университете, где основал ботанический сад, который впоследствии, благодаря Линнею, приобрёл большое значение; затем был профессором анатомии и ректором университета.
Рудбек составил большой труд по ботанике с рисунками, гравированными на дереве, для чего он изготовил 11 000 рисунков растений; в 1701 году была издана вторая часть этого труда под заглавием Campi Elysii liber secundus; экземпляры первой части, кроме двух, сгорели в 1702 году и лишь в 1863 году появилось новое издание этой части, в количестве 20 экземпляров.
Кроме того, Рудбек написал: Hortus botanicus (Уппсала, 1685  (лат.)) и Atland eller Manheim, Atlantica sive Manheim, vera Japheti posterorum sedes et partia (Уппсала, 1675—1698, 3 т.  (лат.)), в котором Рудбек старался доказать, что Швеция — это Атлантида Платона.
Сын Рудбека, Улоф Рудбек младший (1660—1740), также был известным учёным, медиком и естествоиспытателем, профессором Уппсальского университета. Другим известным потомком исследователя был Альфред Нобель.

## Исследования в анатомии
Рудбек был одним из первых учёных, изучавших лимфатические узлы. В Швеции он считается первооткрывателем лимфатической системы человека, так как весной 1652 года представил свои результаты при дворе королевы Кристины. Однако он не опубликовал их до конца 1653 года, и тем самым датчанин Томас Бартолин опередил его, опубликовав аналогичное исследование раньше. Исследования лимфатической системы примерно в это же время также проводились Гаспаро Аселли и Жаном Пеке.
Исследования Рудбека были поддержаны королевой. В одном из зданий университета, Густавиануме, он построил купол, в котором разместил анатомический театр. В театре проводились занятия со студентами. Купол до сих пор существует и относится к наиболее известным достопримечательностям Уппсалы.

## Атлантида
Рудбек широко известен своим сочинением «Атлантика» (Atland eller Manheim, Atlantica sive Manheim, vera Japheti posterorum sedes et partia, Уппсала, 1675—1698, 3 т.  (лат.)), в котором отождествляет древнее готское (то есть шведское в его интерпретации) государство с мифической Атлантидой, описанной Платоном как исчезнувшее древнее государство с идеальным общественным устройством. Развивая эту идею, Рудбек пришёл к выводу о том, что Швеция — колыбель человечества, а шведский язык был изначальным языком Адама, из которого произошли латынь и иврит.

## Ректор университета
В 1662 году Рудбек был назначен ректором Уппсальского университета. Хотя его сангвинический темперамент и самоуверенность не всегда позволяли ему принимать верные решения, он, несомненно, вошёл в историю как один из самых выдающихся ректоров университета. В течение 30 лет, благодаря благосклонности канцлера Делагарди, он фактически единолично управлял университетом. С его именем связан период строительства в 1660-е годы. При нём были построены многие ныне существующие здания. На месте бывшей кафедры Уппсальского католического архиепископа он самолично спланировал строительство университетского кампуса, описанное в третьей части «Атлантики». Через реку был перекинут подвесной мост, находившийся там же, где и современный мост. К заслугам Рудбека следует отнести и то, что в 1669 году Делагарди передал в дар университету свою коллекцию рукописей, включающую Младшую Эдду и перевод Вульфилы Евангелия на готский язык.
В 1702 году во время пожара в Уппсале Рудбек проявил самоотверженность, спасая университетскую библиотеку и ценные коллекции.
Карл Линней в честь Улофа Рудбека-старшего и его сына Улофа Рудбека-младшего дал название Рудбекия (Rudbeckia) роду южноамериканских красивоцветущих трав.